# Andrzej Siwinski
Andrzej Siwinski, o Siewinski (fl. XVIII secolo), è stato un compositore polacco, attivo agli inizi del XVIII secolo.
Andrzej Siwinski è conosciuto solamente per i suoi lavori sacri conservati nella versione manoscritta originale presso il monastero ecclesiastico di Sandomierz. Queste composizioni chiesastiche comprendono un Ave regina caelorum per 3 voci, archi e organo (datata 17 aprile 1713), una Missa pro defunctis per 4 voci, 2 oboi, archi e organo (datata 1726) e quattro Mottetae de BVM per 4 voci, archi e organo. L'inventario della cappella del collegio dei Gesuiti di Cracovia del 1737 attribuisce a Siwinski anche una Litaniae in do minore, ora perduta, e un Requiem in do, probabilmente identico alla Missa pro defunctis conservata a Sandomierz.
Stilisticamente la sua musica si rifà allo stile concertato, tipico della scuola musicale veneziana, con parti vocali assai ricercate.